# 巴巴羅別墅

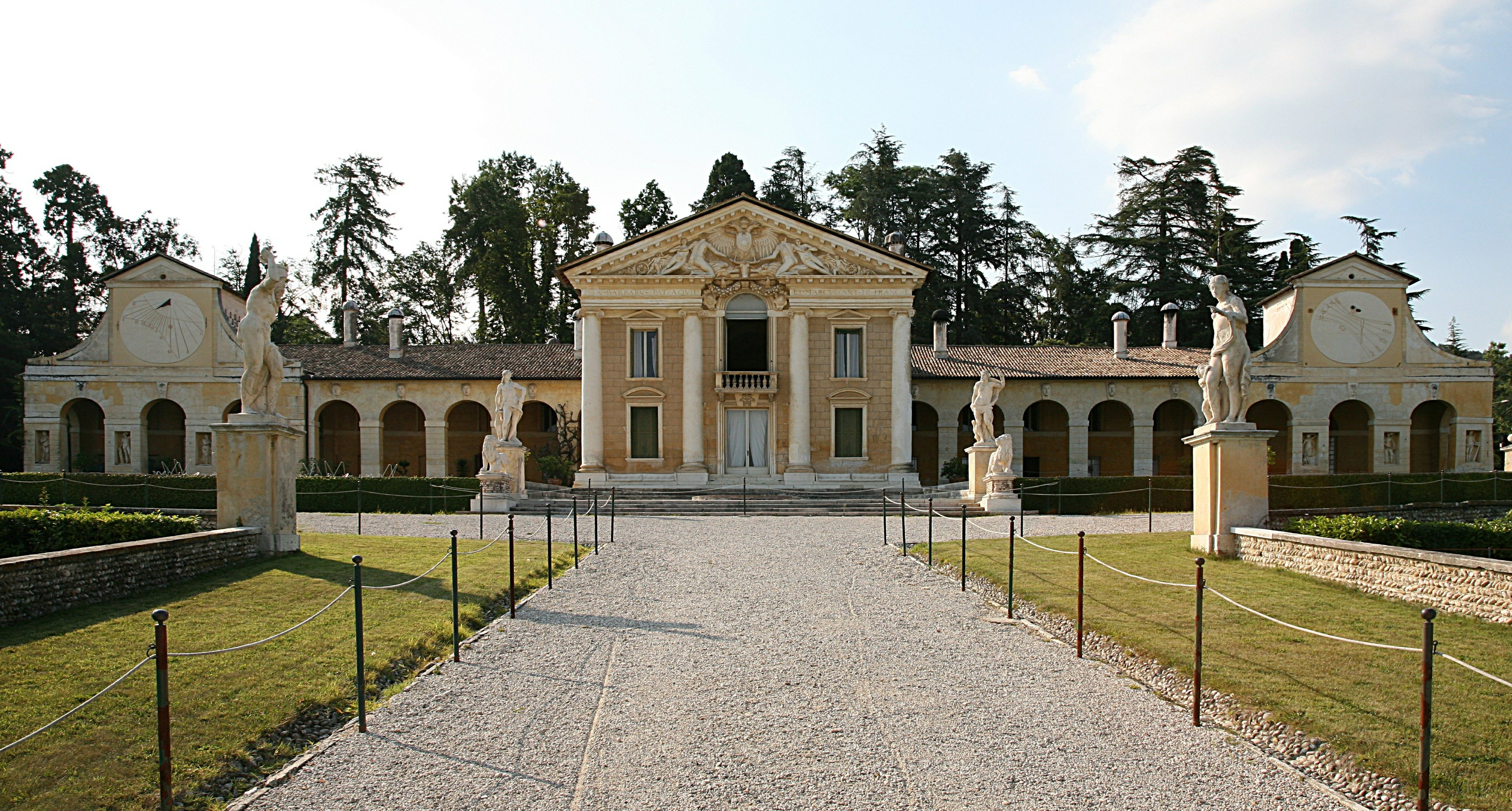

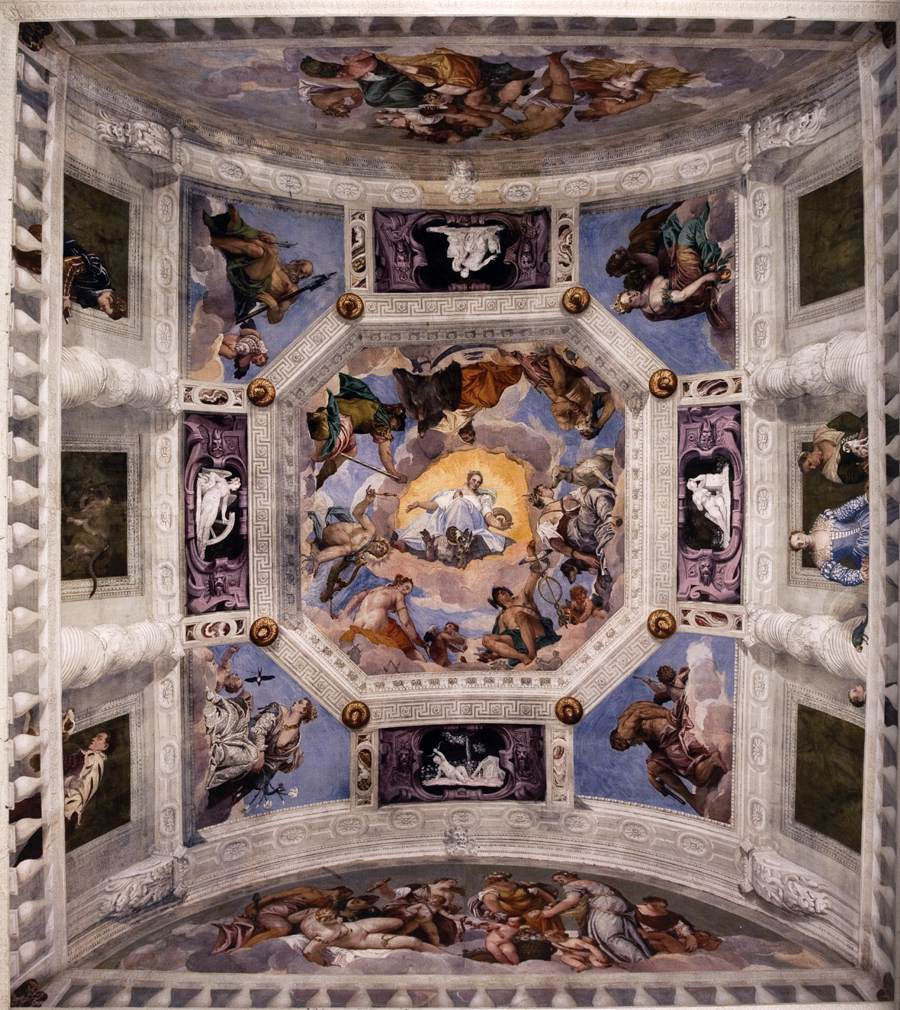
奥林匹斯大厅天花板，保罗·委罗内塞

巴巴羅別墅（義大利語：Villa Barbaro）是位於義大利北部威尼托大區的一座別墅，由義大利建築師安德烈亞·帕拉第奧設計。別墅修建於1560年至1570年期間。1996年，巴巴羅別墅被列入世界文化遺產。

## 外部連結
- 官方网站